# Västra Ny kyrka
Västra Ny kyrka är en kyrkobyggnad i Nykyrka i Linköpings stift. Den är församlingskyrka i Västra Ny församling.

## Kyrkobyggnaden
Kyrkan uppfördes under 1200-talets andra hälft och tillbyggdes på 1700-talet. Sakristian som är medeltida byggdes ut 1752. Långhuset förlängdes västerut 1766 och innertakets medeltida valv ersattes av ett tunnvalv av trä. Sannolikt revs då ett medeltida vapenhus av trä vid södra sidan. Huvudingången flyttades till den nybyggda västra gaveln.

## Inventarier
- I kyrkan finns ett krucifix som härstammar från 1400-talet.
- Altartavlan är målad 1805 av Pehr Hörberg. Tavlans motiv är "Kristus välsignar barnen".
- Predikstolen, altarringen samt altartavlans ram är tillverkade av bildhuggaren Anders Malmström med söner.
- Dopfunten av sandsten är skänkt till kyrkan 1950. Funten är tillverkad vid Thappers stenhuggeri i Motala efter ritningar av konstnär Stig Abrahamsson.

### Orgel
- 1794 bygger Pehr Schiörlin, Linköping en orgel med 14 stämmor.
- 1921 bygger Olof Hammarberg, Göteborg en orgel med 17 stämmor, fördelade på två manualer och pedal. Den omändrades 1937 av Bo Wedrup, Uppsala.
- 1971 bygger Gustaf Hagström Orgelverkstad, Härnösand en mekanisk orgel.

Disposition:
| Huvudverk I     | Svällverk II  | Pedal         | Koppel |
| Principal 8'    | Gedakt 8'     | Subbas 16'    | I/P    |
| Borunda 8'      | Salicional 8' | Borduna 8'    | II/P   |
| Oktava 4'       | Gemshorn 4'   | Kvintadena 4' | II/I   |
| Gedacht 4'      | Blockflöjt 2' |               |        |
| Waldflöjt 2'    | Scharf 3 chor |               |        |
| Mixtur 3-5 chor | Krummhorn 8'  |               |        |
|                 | Tremulant     |               |        |

## Övrigt
Torbern Bergman är begravd i ett mausoleum på kyrkogården. 